# Huta-Mejîhirska, Vîșhorod
Huta-Mejîhirska (în ucraineană Гута-Межигірська) este un sat în comuna Liutij din raionul Vîșhorod, regiunea Kiev, Ucraina.

## Demografie
Componența lingvistică a localității Huta-Mejîhirska
     Ucraineană (99,13%)
     Alte limbi (0,87%)
Conform recensământului din 2001, majoritatea populației localității Huta-Mejîhirska era vorbitoare de ucraineană (99,13%), existând în minoritate și vorbitori de alte limbi.